# Muntele Hor
Muntele Hor (în ebraică: Hor Ha-Har) este numele dat în Vechiul Testament la doi munți diferiți. Unul se învecinează cu țara Edom din zona de la sud de Marea Moartă, iar celălat este la granița de nord a ținutului Israel. Primul Munte Hor este deosebit de important pentru israeliți, deoarece Aaron marele preot, fratele lui Moise, a murit acolo.

## Muntele Hor în Edom (Muntele Harun)

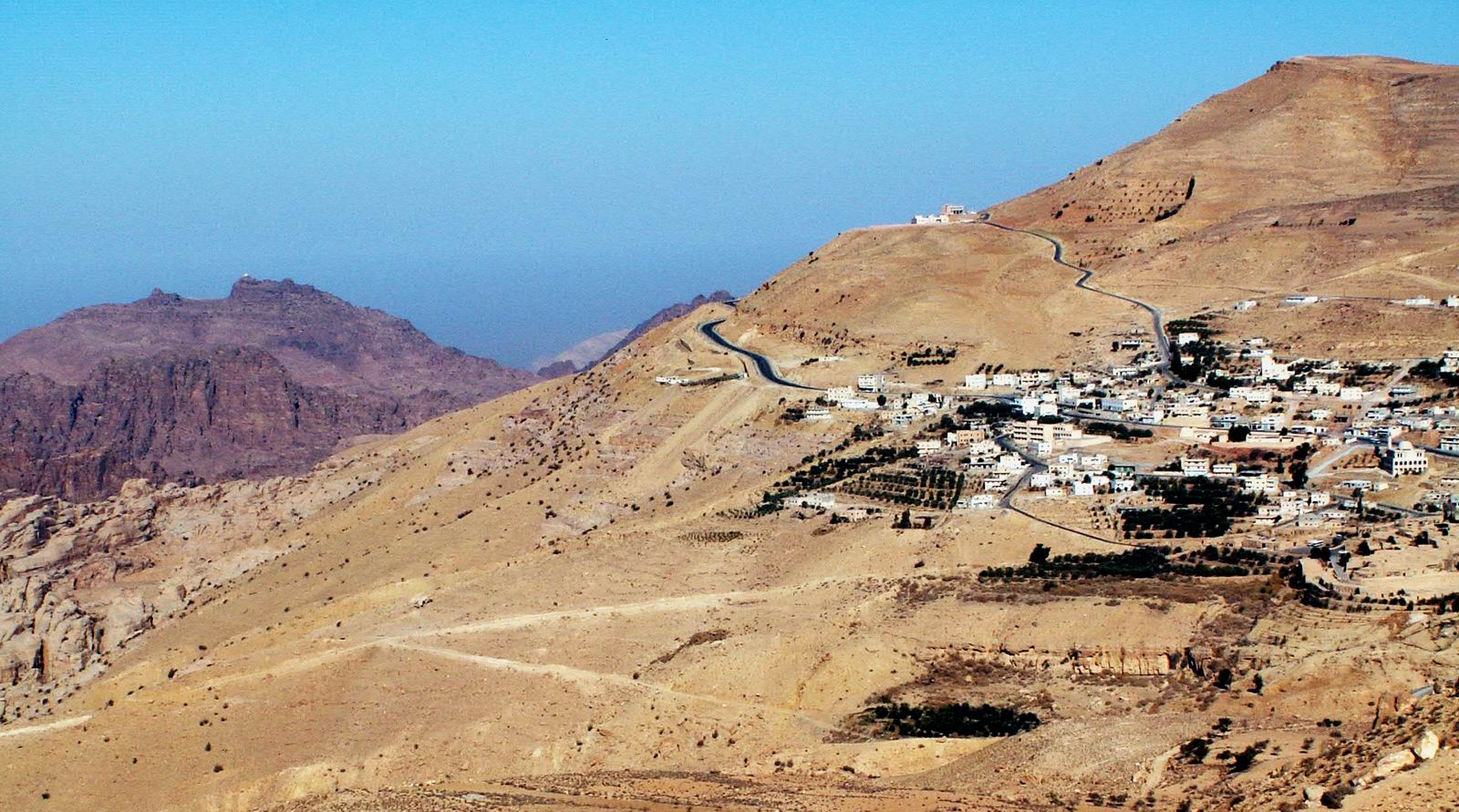
Muntele Harun

Acest Munte Hor este situat „în marginea țării Edom” ( Numere 20:23 și 33:37) și a fost scena sfârșitului lui Aaron], moartea și înmormântarea. Locația exactă a Muntelui Hor a fost subiect de dezbatere, dar bazată pe scrierea lui Josephus a fost identificat în mod obișnuit cu Jebel Nebi Harun ("Muntele profetului Aaron" în arabă), un munte cu vârf dublu, la 4780 de metri deasupra nivelului mării (6072 metri deasupra Mării Moarte) în Munții Edomiți, în partea de est a văii Iordan-Arava. Pe vârf se află un altar, Mormântul lui Aaron, despre care se spune că acoperă mormântul lui Aaron.
Unii investigatori de la începutul secolului al XX-lea nu s-au mai certat de la această identificare: de exemplu, Henry Clay Trumbull a preferat Jebel Madara, un vârf la aproximativ 15 mile nord-vest de 'Ain Kadis (Kadesh Barnea), în apropierea frontierei moderne dintre Israel și Egipt.

## Muntele Hor, la granița de nord
Un alt Muntele Hor este menționat în Numeri 34:7,8, unde este descriea limitei nordice a ținutului Israel. Acesta este identificat în mod tradițional ca Nur sau Munții Amanus. care determină granița nordică a țării Israelului și este în mod tradițional identificat ca Munțele Nur, de asemenea, cunoscut sub numele de Amanus.